# 坂本城
坂本城（さかもとじょう）是位在近江國滋賀郡坂本（滋賀縣大津市之坂本城址公園內）的一座平城。面對琵琶湖，是監視比叡山延曆寺和控制琵琶湖制海權的據點。明智光秀所築之城。山崎之戰後，明智秀滿將城內的寶物（名刀「不動國行」、「二字國俊」、脇差「吉光」、「虛堂之墨蹟」等天下之名物）移交給堀秀政的家老－堀直政後切腹，並點燃天守閣周遭的柴火自焚。落城之後的坂本城給了丹羽長秀，天正14年（1586），為建築大津城將坂本城的物資移往大津城，坂本城自此成為廢城。

## 關連項目
- 織田政權
- 豐臣政權

## 外部連結
- 坂本城跡/大津市公式（页面存档备份，存于）
- 坂本城跡/滋賀縣公式